# ريتشارد ك. إيتون
ريتشارد ك. إيتون (بالإنجليزية: Richard K. Eaton)‏ هو قاضي أمريكي، ولد في 22 أغسطس 1948 في Walton (town), New York ‏ في الولايات المتحدة.